# Ruthweiler
Ruthweiler es un municipio situado en el distrito de Kusel, en el estado federado de Renania-Palatinado (Alemania).
Se encuentra ubicado en la zona centro-oeste del estado, cerca de la frontera con el estado de Sarre y al sur del río Nahe, un afluente del Rin por su margen izquierda.

## Demografía
Según el censo del año 2011, contaba con una población de 469 habitantes. Su población estimada a finales de 2016 era de 452 habitantes.Para 2021 se estimó una cantidad de 435 residentes.